# Lijst van nieuw beschreven zoogdieren (2002)
Dit is een lijst van nieuw beschreven zoogdieren uit 2002. De term "zoogdieren" omvat hier ook de overige "Mammaliaformes" (Docodonta, Haramiyida, Morganucodonta en enkele andere geslachten).

## Fossiele hogere taxa
| Naam               | Auteur                                    | Referentie | Commentaar                    |
| ------------------ | ----------------------------------------- | --- | ----------------------------- |
| Aetiocetoidea      | Sanders & Barnes, 2002                    | Sanders, A.E. & Barnes, L.G. 2002. Paleontology of the Late Oligocene Ashley and Chandler Bridge Formations of South Carolina, 3: Eomysticetidae, a new family of primitive mysticetes (Mammalia: Cetacea). Smithsonian Contributions to Paleobiology 93:313-356. |                               |
| Aulophyseterinae   | Kazar, 2002                               | Kazar, E. 2002. Revised phylogeny of the Physeteridae (Mammalia: Cetacea) in light of Placoziphius Van Beneden, 1869 and Aulophyseter Kellogg, 1927. Bulletin de l'Institute Royal des Sciences Naturelles de Belgique, Sciences de la Terre 72:151-170.          |                               |
| Dendropithecidae   | Harrison, 2002                            | Harrison, T. 2002. Late Oligocene to middle Miocene catarrhines from Afro-Arabia. 331-338. in Hartwig, W. C. (ed.) 2002. The Primate Fossil Record. Cambridge University Press, Cambridge, England, 2002, xiv-530.                                                |                               |
| Dendropithecoidea  | Harrison, 2002                            | Harrison, T. 2002. Late Oligocene to middle Miocene catarrhines from Afro-Arabia. 331-338. in Hartwig, W. C. (ed.) 2002. The Primate Fossil Record. Cambridge University Press, Cambridge, England, 2002, xiv-530.                                                |                               |
| Devinophocinae     | Koretsky & Holec, 2002                    | Koretsky, I.A. & Holec, P. 2002. A primitive seal (Mammalia: Phocidae) from the early middle Miocene of central Paratethys. Smithsonian Contributions to Paleobiology 93:163-178.                                                                                 |                               |
| Eomysticetidae     | Sanders & Barnes, 2002                    | Sanders, A.E. & Barnes, L.G. 2002. Paleontology of the Late Oligocene Ashley and Chandler Bridge Formations of South Carolina, 3: Eomysticetidae, a new family of primitive mysticetes (Mammalia: Cetacea). Smithsonian Contributions to Paleobiology 93:313-356. |                               |
| Eomysticetoidea    | Sanders & Barnes, 2002                    | Sanders, A.E. & Barnes, L.G. 2002. Paleontology of the Late Oligocene Ashley and Chandler Bridge Formations of South Carolina, 3: Eomysticetidae, a new family of primitive mysticetes (Mammalia: Cetacea). Smithsonian Contributions to Paleobiology 93:313-356. |                               |
| Nyanzapithecinae   | Harrison, 2002                            | Harrison, T. 2002. Late Oligocene to middle Miocene catarrhines from Afro-Arabia. 331-338. in Hartwig, W. C. (ed.) 2002. The Primate Fossil Record. Cambridge University Press, Cambridge, England, 2002, xiv-530.                                                |                               |
| Oligoryctidae      | Asher, McKenna, Emry, Tabrum & Kron, 2002 | Asher, R.J., McKenna, M.C., Emry, R.J., Tabrum, A.R. & Kron, D.G. 2002. Morphology and relationships of Apternodus and other extinct, zalambdodont, placental mammals. Bulletin of the American Museum of Natural History 273:1-117.                              |                               |
| Parapternodontidae | Asher, McKenna, Emry, Tabrum & Kron, 2002 | Asher, R.J., McKenna, M.C., Emry, R.J., Tabrum, A.R. & Kron, D.G. 2002. Morphology and relationships of Apternodus and other extinct, zalambdodont, placental mammals. Bulletin of the American Museum of Natural History 273:1-117.                              |                               |
| Preanthropinae     | Cela-Conde & Altaba, 2002                 | Cela-Conde, C.J. & Altaba, C.R. 2002. Multiplying genera versus moving species: a new taxonomic proposal for the family Hominidae. South African Journal of Science 98(5-6):229-232.                                                                              | Een synoniem van de Hominini. |
| Pomatodelphininae  | Barnes, 2002                              | Barnes, L.G. 2002. An Early Miocene long-snouted marine platanistid dolphin (Mammalia, Cetacea, Odontoceti) from the Korneuburg Basin (Austria). Beiträge Paläontologie 27:407-418.                                                                               |                               |
| Simocetidae        | Fordyce, 2002                             | Fordyce, R.E. 2002. Simocetus rayi (Odontoceti, Simocetidae, new family); a bizarre new archaic Oligocene dolphin from the eastern North Pacific. Smithsonian Contributions to Paleobiology 93:185-222.                                                           |                               |

## Fossiele geslachten
| Naam             | Auteur                                                         | Referentie | Commentaar |
| ---------------- | -------------------------------------------------------------- | --- | ---------- |
| Acidomomys       | Bloch, Boyer, Gingerich & Gunnell, 2002                        | Bloch, J.I., Boyer, D.M., Gingerich, P.D. & Gunnell, G.F. 2002. New primitive paromomyid from the Clarkfordian of Wyoming an dental eruption in Plesiadapiformes. Journal of Vertebrate Paleontology 22(2):366-379. |            |
| Adilophontes     | Hunt, 2002                                                     | Hunt, Jr., R.M. 2002. New amphicyonid carnivorans (Mammalia, Daphoeninae) from the early Miocene of southeastern Wyoming. American Museum Novitates 3385:1-41. |            |
| Arctisorex       | Harington & Hutchinson, 2002                                   | Hutchison, J.H. & Harington, C.R. 2002. A peculiar new fossil shrew (Lipotyphla, Soricidae) from the High Arctic of Canada. Canadian Journal of Earth Sciences 39(4):439-443. |            |
| Arenahippus      | Froehlich, 2002                                                | Froehlich, D. J. 2002. Quo vadis eohippus? The systematics and taxonomy of the early Eocene equids (Perissodactyla). Zoological Journal of the Linnean Society 134 (2): 141-256. |            |
| Asfaltomylos     | Rauhut, Martin, Ortiz-Jaureguizar & Puerta, 2002               | Rauhut, O.W.M., Martin, T., Ortíz-Jaureguizar, E. & Puerta, P. 2002. A Jurassic mammal from South America. Nature 416:165-168. |            |
| Australodelphis  | Fordyce, Quilty & Daniels, 2002                                | Fordyce, R.E., Quilty, P.G. & Daniels, J. 2002. Australodelphis mirus, a bizarre new toothless ziphiid-like fossil dolphin (Cetacea: Delphinidae) from the Pliocene of Vestfold Hills, East Antarctica. Antarctic Science 14(1):37-54. |            |
| Bugtimys         | Marivaux, Vianey-Liaud, Welcomme & Jaeger, 2002                | Marivaux, L., Vianey-Liaud, M., Welcomme, J.-L. & Jaeger, J.-J. 2002. The role of Asia in the origin and diversification of hystricognathous rodents. Zoologica Scripta 31:225-239. |            |
| Churcheria       | Storer, 2002                                                   | Storer, J.E. 2002. Churcheria, new name for Anonymus Storer, 1988 (Vertebrata, Mammalia, Rodentia), not Anonymus Lang, 1884 (Platyhelminthes, Turbellaria, Polycladida). Journal of Vertebrate Paleontology 22(3):734, September 2002. |            |
| Daouitherium     | Gheerbrant, Sudre, Cappetta, Iarochène, Amaghzaz & Bouya, 2002 | Gheerbrant, E., Sudre, J., Cappetta, H., Iarochène, M., Amaghzaz, M. & Bouya, B. 2002. A new large mammal from the Ypresian of Morocco: evidence of surprising diversity of early proboscideans. Acta Palaeontologica Polonica 47(3):493-506. |            |
| Devinophoca      | Koretsky & Holec, 2002                                         | Koretsky, I.A. & Holec, P. 2002. A primitive seal (Mammalia: Phocidae) from the early middle Miocene of central Paratethys. Smithsonian Contributions to Paleobiology 93:163-178. |            |
| Eomaia           | Ji, Luo, Yuan, Wible, Zhang & Georgi, 2002                     | Ji, Q., Luo, Z.-X., Yuan, C.-X., Wible, J.R., Zhang, J.-P. & Georgi, J.A. 2002. The earliest known eutherian mammal. Nature 416:816-822. |            |
| Eomysticetus     | Sanders & Barnes, 2002                                         | Sanders, A.E. & Barnes, L.G. 2002. Paleontology of the Late Oligocene Ashley and Chandler Bridge Formations of South Carolina, 3: Eomysticetidae, a new family of primitive mysticetes (Mammalia: Cetacea). Smithsonian Contributions to Paleobiology 93:313-356. |            |
| Isanacetus       | Kimura & Ozawa, 2002                                           | Kimura, T. & Ozawa, T. 2002. A new cetothere (Cetacea: Mysticeti) from the early Miocene of Japan. Journal of Vertebrate Paleontology 22(3):684-702. |            |
| Kiyatherium      | Maschenko, Lopatin & Voronkevich, 2002                         | Maschenko, E.N., Lopatin, A.V. & Voronkevich, A.V. 2002. A new early cretaceous mammal form western Siberia. Doklady Biological Sciences 386 (1-6): 475-477. |            |
| Leilaomys        | Storch & Ni, 2002                                              | Storch G. & Ni, X. 2002. New late Miocene murids from China (Mammalia, Rodentia). Geobios 35(4):515-521. |            |
| Linomys          | Storch & Ni, 2002                                              | Storch, G. & Ni, X. 2002. New late Miocene murids from China (Mammalia, Rodentia). Geobios 35(4):515-521. |            |
| Microdipoides    | Korth & Stout, 2002                                            | Korth, W.W. & Stout, T.M. 2002. A new diminuitive beaver (Rodentia, Castoridae) from the late Clarendonian (Miocene) of South Dakota. Paludicola 3(4):134-138. |            |
| Micromysticetus  | Sanders & Barnes, 2002                                         | Sanders, A.E. & Barnes, L.G. 2002. Paleontology of the Late Oligocene Ashley and Chandler Bridge Formations of South Carolina, 2: Micromysticetus rothauseni, a primitive cetotheriid mysticete (Mammalia: Cetacea). Smithsonian Contributions to Paleobiology 93:271-293. |            |
| Minihippus       | Froehlich, 2002                                                | Froehlich, D. J. 2002. Quo vadis eohippus? The systematics and taxonomy of the early Eocene equids (Perissodactyla). Zoological Journal of the Linnean Society 134 (2): 141-256. |            |
| Mongoloscaptor   | Lopatin, 2002                                                  | |            |
| Nanolestes       | T. Martin, 2002                                                | Martin, T. 2002. New stem-lineage representatives of Zatheria (Mammalia) from the late Jurassic of Portugal. Journal of Vertebrate Paleontology 22 (2): 332-348. |            |
| Paikasigudodon   | Prasad & Manhas, 2002                                          | Prasad, G.V.R. & Manhas, B.K. 2002. Triconodont mammals from the Jurassic Kota Formation of India. Geodiversitas 24 (2): 445-464. |            |
| Pasalarhinus     | Antoine, 2002                                                  | Antoine, P.-O. 2002. Phylogénie et évolution des Elasmotheriina (Mammalia, Rhinocerotidae) [The Elasmotheriina (Mammalia, Rhinocerotidae): phylogeny and evolution.]. Publications Scientifiques du Muséum, Mémoires du Muséum national d'Histoire naturelle: Tome 188, 1-359. |            |
| Prepomatodelphis | Barnes, 2002                                                   | Barnes, L.G. 2002. An Early Miocene long-snouted marine platanistid dolphin (Mammalia, Cetacea, Odontoceti) from the Korneuburg Basin (Austria). Beiträge Paläontologie 27:407-418. |            |
| Sahelanthropus   | Brunet et al., 2002                                            | Brunet, M., Guy, F., Pilbeam, D., Mackaye, H.T., Likius, A., Ahounta, D., Beauvilain, A., Blondel, C., Bocherens, H., Boisserie, J.-R., De Bonis, L., Coppens, Y., Dejax, J., Denys, C., Duringer, P., Eisenmann, V., Fanone, G., Fronty, P., Geraads, D., Lehmann, T., Lihoreau, F. & Louchart, A. 2002. A new hominid from the Upper Miocene of Chad, Central Africa. Nature 418:145-151. |            |
| Sibirotherium    | Maschenko, Lopatin & Voronkevich, 2002                         | |            |
| Sifrhippus       | Froehlich, 2002                                                | Froehlich, D. J. 2002. Quo vadis eohippus? The systematics and taxonomy of the early Eocene equids (Perissodactyla). Zoological Journal of the Linnean Society 134 (2): 141-256. |            |
| Simocetus        | Fordyce, 2002                                                  | Fordyce, R.E. 2002. Simocetus rayi (Odontoceti, Simocetidae, new family); a bizarre new archaic Oligocene dolphin from the eastern North Pacific. Smithsonian Contributions to Paleobiology 93:185-222. |            |
| Sinapriculus     | Liu, Fortelius & Pickford, 2002                                | Liu L., Fortelius, M. & Pickford, M. 2002. New fossil Suidae from Shanwang, Shandong, China. Journal of Vertebrate Paleontology 22(1):152-163. |            |
| Sinoperadectes   | Storch & Qiu, 2002                                             | Storch, G. & Qiu, Z. 2002. First Neogene marsupial from China. Journal of Vertebrate Paleontology 22(1):179-181, March 2002. |            |
| Tachypteron      | Storch, Sigé & Habersetzer, 2002                               | Storch, G., Sigé, B. & Habersetzer, J. 2002. Tachypteron franzeni n.gen., n.sp., earliest emballonurid bat from the Middle Eocene of Messel (Mammalia, Chiroptera). Paläontologische Zeitschrift 76(2):189-199. |            |
| Vanbreenia       | Bianucci & Landini, 2002                                       | Bianucci, G. & Landini, W. 2002. A new short-rostrum odontocete (Mammalia: Cetacea) from the middle Miocene of the eastern Netherlands. Beaufortia 52(11):187-196. |            |

## Fossiele soorten
| Naam                             | Auteur                                                                            | Referentie | Commentaar |
| -------------------------------- | --------------------------------------------------------------------------------- | --- | ---------- |
| Acidomomys hebeticus             | Bloch, Boyer, Gingerich & Gunnell, 2002                                           | Bloch, J.I., Boyer, D.M., Gingerich, P.D. & Gunnell, G.F. 2002. New primitive paromomyid from the Clarkfordian of Wyoming an dental eruption in Plesiadapiformes. Journal of Vertebrate Paleontology 22(2):366-379. |            |
| Adilophontes brachykolos         | Hunt, 2002                                                                        | Hunt, Jr., R.M. 2002. New amphicyonid carnivorans (Mammalia, Daphoeninae) from the early Miocene of southeastern Wyoming. American Museum Novitates 3385:1-41. |            |
| Apternodus baladontus            | Asher, McKenna, Emry, Tabrum & Kron, 2002                                         | Asher, R.J., McKenna, M.C., Emry, R.J., Tabrum, A.R. & Kron, D.G. 2002. Morphology and relationships of Apternodus and other extinct, zalambdodont placental mammals. Bulletin of the American Museum of Natural History 273: 1-117. |            |
| Apternodus dasophylakas          | Asher, McKenna, Emry, Tabrum & Kron, 2002                                         | Asher, R.J., McKenna, M.C., Emry, R.J., Tabrum, A.R. & Kron, D.G. 2002. Morphology and relationships of Apternodus and other extinct, zalambdodont placental mammals. Bulletin of the American Museum of Natural History 273: 1-117. |            |
| Apternodus major                 | Asher, McKenna, Emry, Tabrum & Kron, 2002                                         | Asher, R.J., McKenna, M.C., Emry, R.J., Tabrum, A.R. & Kron, D.G. 2002. Morphology and relationships of Apternodus and other extinct, zalambdodont placental mammals. Bulletin of the American Museum of Natural History 273: 1-117. |            |
| Arctisorex polaris               | Harington & Hutchinson, 2002                                                      | Hutchison, J.H. & Harington, C.R. 2002. A peculiar new fossil shrew (Lipotyphla, Soricidae) from the High Arctic of Canada. Canadian Journal of Earth Sciences 39(4):439-443. |            |
| Asfaltomylos patagonicus         | Rauhut, Martin, Ortiz-Jaureguizar & Puerta, 2002                                  | Rauhut, O.W.M., Martin, T., Ortíz-Jaureguizar, E. & Puerta, P. 2002. A Jurassic mammal from South America. Nature 416:165-168. |            |
| Auliscomys fuscus                | Quintana, 2002                                                                    | Quintana, C.A. 2002. Roedores cricétidos del Sanandresense (Plioceno tardío) de la provincia de Buenos Aires. Mastozoología Neotropical 9(2):263-275. |            |
| Auliscomys osvaldoreigi          | Quintana, 2002                                                                    | Quintana, C.A. 2002. Roedores cricétidos del Sanandresense (Plioceno tardío) de la provincia de Buenos Aires. Mastozoología Neotropical 9(2):263-275. |            |
| Australodelphis mirus            | Fordyce, Quilty & Daniels, 2002                                                   | Fordyce, R.E., Quilty, P.G. & Daniels, J. 2002. Australodelphis mirus, a bizarre new toothless ziphiid-like fossil dolphin (Cetacea: Delphinidae) from the Pliocene of Vestfold Hills, East Antarctica. Antarctic Science 14(1):37-54. |            |
| Baiotomeus russelli              | Scott, Fox & Youzwyshyn, 2002                                                     | Scott, C.S., Fox, R.C. & Youzwyshyn, G.P. 2002. New earliest Tiffanian (late Paleocene) mammals from Cochrane 2, southwestern Alberta, Canada. Acta Palaeontologica Polonica 47(4):691-704. |            |
| Balaena ricei                    | Westgate & Whitmore, 2002                                                         | Westgate, J.W. & Whitmore, F.C. 2002. Balaena ricei, a new species of bowhead whale from the Yorktown Formation (Pliocene) of Hampton, Virginia. Smithsonian Contributions to Paleobiology 93:295-312. |            |
| Bensonomys hershkovitzi          | Martin & Goodwin & Farlow, 2002                                                   | Martin, R.A., Goodwin, H.T. & Farlow, J.O. 2002. Late Neogene (Late Hemphillian) rodents from the Pipe Creek Sinkhole, Grant County, Indiana. Journal of Vertebrate Paleontology 22(1):137-151. |            |
| Bryanictis paulus                | Meehan & Wilson, 2002                                                             | Meehan, T.J. & Wilson, R.W. 2002. New viverravids from the Torrejonian (Middle Paleocene) of Kutz Canyon, New Mexico and the oldest skull of the order Carnivora. Journal of Paleontology 76(6):1091-1101. |            |
| Bugtimys zafarullabi             | Marivaux, Vianey-Liaud, Welcomme & Jaeger, 2002                                   | Marivaux, L., Vianey-Liaud, M., Welcomme, J.-L. & Jaeger, J.-J. 2002. The role of Asia in the origin and diversification of hystricognathous rodents. Zoologica Scripta 31:225-239. |            |
| Byranictis paulus                | Meehan & Wilson, 2002                                                             | Meehan, T.J. & Wilson, R.W. 2002. New viverravids from the Torrejonian (Middle Paleocene) of Kutz Canyon, New Mexico and the oldest skull of the order Carnivora. Journal of Paleontology 76(6):1091-1101. |            |
| Carpocristes stonleyi            | Fox, 2002                                                                         | Fox, R. C. 2002. The dentition and relationships of Carpodaptes cygneus (Russell) (Carpolestidae, Plesiadapiformes, Mammalia), from the Late Paleocene of Alberta, Canada. Journal of Paleontology 76 (5): 864-881. |            |
| Daouitherium rebouli             | Gheerbrant, Sudre, Cappetta, Iarochène, Amaghzaz & Bouya, 2002                    | Gheerbrant, E., Sudre, J., Cappetta, H., Iarochène, M., Amaghzaz, M. & Bouya, B. 2002. A new large mammal from the Ypresian of Morocco: evidence of surprising diversity of early proboscideans. Acta Palaeontologica Polonica 47(3):493-506. |            |
| Daphoenodon falkenbachi          | Hunt, 2002                                                                        | Hunt, Jr., R.M. 2002. New amphicyonid carnivorans (Mammalia, Daphoeninae) from the early Miocene of southeastern Wyoming. American Museum Novitates 3385:1-41. |            |
| Daphoenodon skinneri             | Hunt, 2002                                                                        | Hunt, Jr., R.M. 2002. New amphicyonid carnivorans (Mammalia, Daphoeninae) from the early Miocene of southeastern Wyoming. American Museum Novitates 3385:1-41. |            |
| Devinophoca claytoni             | Koretsky & Holec, 2002                                                            | Koretsky, I.A. & Holec, P. 2002. A primitive seal (Mammalia: Phocidae) from the early middle Miocene of central Paratethys. Smithsonian Contributions to Paleobiology 93:163-178. |            |
| Eomaia scansoria                 | Ji, Luo, Yuan, Wible, Zhang & Georgi, 2002                                        | Ji, Q., Luo, Z.-X., Yuan, C.-X., Wible, J.R., Zhang, J.-P. & Georgi, J.A. 2002. The earliest known eutherian mammal. Nature 416:816-822. |            |
| Eomysticetus carolinensis        | Sanders & Barnes, 2002                                                            | Sanders, A.E. & Barnes, L.G. 2002. Paleontology of the Late Oligocene Ashley and Chandler Bridge Formations of South Carolina, 3: Eomysticetidae, a new family of primitive mysticetes (Mammalia: Cetacea). Smithsonian Contributions to Paleobiology 93:313-356. |            |
| Eomysticetus whitmorei           | Sanders & Barnes, 2002                                                            | Sanders, A.E. & Barnes, L.G. 2002. Paleontology of the Late Oligocene Ashley and Chandler Bridge Formations of South Carolina, 3: Eomysticetidae, a new family of primitive mysticetes (Mammalia: Cetacea). Smithsonian Contributions to Paleobiology 93:313-356. |            |
| Guangxilemur singsilai           | Marivaux, Welcomme, Ducrocq & Jaeger, 2002                                        | Marivaux, L., Welcomme, J.-L., Ducrocq, S. & Jaeger, J.-J. 2002. Oligocene sivaladapid primate from the Bugti Hills (Balochistan, Pakistan) bridges the gap between Eocene and Miocene adapiform communities in southern Asia. Journal of Human Evolution 42:379-388. |            |
| Hansdebruijnia perpusilla        | Ni & Storch, 2002                                                                 | Storch G. & Ni, X. 2002. New late Miocene murids from China (Mammalia, Rodentia). Geobios 35(4):515-521. |            |
| Heptacodon yeguaensis            | Holroyd, 2002                                                                     | Holroyd, P.A. 2002. New record of Anthracotheriidae (Artiodactyla: Mammalia) from the middle Eocene Yagua Formation (Claiborne Group), Houston County, Texas. Texas Journal of Science 54(4):301-308. |            |
| Hispanotherium corcolense        | Antoine, Alférez & Iñigo, 2002                                                    | Antoine, P.-O., Alférez, F. & Iñigo, C. 2002. A new elasmotheriine (Mammalia, Rhinocerotidae) from the Early Miocene of Spain. Comptes Rendus Palevol 1 (1): 19-26. |            |
| Homo georgicus                   | Gabounia, Lumley, Vejua, Lordkipanidze & Lumley, 2002                             | Gabounia, L., de Lumley, M.-A., Vekua, A., Lordkipanidze, D. & Lumley, H. 2002. Découverte d'un nouvel hominidé à Dmanissi (Transcaucasie, Géorgie). Comptes Rendus Palevol 1(4):243-253. |            |
| Hyotherium shanwangense          | Liu, Fortelius & Pickford, 2002                                                   | Liu, L., Fortelius, M. & Pickford, M. 2002. New fossil Suidae from Shanwang, Shandong, China. Journal of Vertebrate Paleontology 22 (1): 152-163. |            |
| Hypsoparia timmi                 | Lim & Martin, 2002                                                                | Lim, J.-D. & Martin, L.D. 2002. A new fossil mustelid from the Miocene of South Dakota, USA. Naturwissenschaften 89 (3): 270-274. |            |
| Isanacetus laticephalus          | Kimura & Ozawa, 2002                                                              | Kimura, T. & Ozawa, T. 2002. A new cetothere (Cetacea: Mysticeti) from the early Miocene of Japan. Journal of Vertebrate Paleontology 22(3):684-702. |            |
| Kiyatherium cardiodens           | Maschenko, Lopatin & Voronkevich, 2002                                            | Maschenko, E.N., Lopatin, A.V. & Voronkevich, A.V. 2002. A new early cretaceous mammal form western Siberia. Doklady Biological Sciences 386 (1-6): 475-477. |            |
| Leilaomys zhudingi               | Storch & Ni, 2002                                                                 | Storch G. & Ni, X. 2002. New late Miocene murids from China (Mammalia, Rodentia). Geobios 35(4):515-521. |            |
| Leptomeryx elissae               | Korth & Diamond, 2002                                                             | Korth, W.W. & Diamond, M.E. 2002. Review of Leptomeryx (Artiodactyla, Leptomerycidae) from the Orellan (Oligocene) of Nebraska. Annals of Carnegie Museum 71(2):107-129. |            |
| Litomylus grandaletes            | Scott, Fox & Youzwyshyn, 2002                                                     | Scott, C.S., Fox, R.C. & Youzwyshyn, G.P. 2002. New earliest Tiffanian (late Paleocene) mammals from Cochrane 2, southwestern Alberta, Canada. Acta Palaeontologica Polonica 47(4):691-704. |            |
| Macrocranion junnei              | Smith, Bloch, Strait & Gingerich, 2002                                            | Smith, T., Bloch, J.I., Strait, S.G. & Gingerich, P.D. 2002. New species of Macrocranion (Mammalia, Lipotyphla) from the earliest Eocene of North America and its biogeographic implications. Contributions from the Museum of Paleontology, University of Michigan 30(14):373-384. |            |
| Megacricetodon andrewsi          | Peláez-Campomanes & Daams, 2002                                                   | Peláez-Campomanes, P. & Daams, R. 2002. Middle Miocene rodents from Paşalar, Anatolia, Turkey. Acta Palaeontologica Polonica 47 (1): 125–132. |            |
| Megapeomys bobwilsoni            | Morea & Korth, 2002                                                               | Morea, M.F. & Korth, W.W. 2002. A new eomyid rodent (Mammalia) from the Hemingfordian (early Miocene) of Nevada and its relationship to Eurasian Apeomyinae (Eomyidae). Paludicola 4(1):10-14. |            |
| Microdipoides eximius            | Korth & Stout, 2002                                                               | Korth, W.W. & Stout, T.M. 2002. A new diminuitive beaver (Rodentia, Castoridae) from the late Clarendonian (Miocene) of South Dakota. Paludicola 3(4):134-138. |            |
| Micromysticetus rothauseni       | Sanders & Barnes, 2002                                                            | Sanders, A.E. & Barnes, L.G. 2002. Paleontology of the Late Oligocene Ashley and Chandler Bridge Formations of South Carolina, 2: Micromysticetus rothauseni, a primitive cetotheriid mysticete (Mammalia: Cetacea). Smithsonian Contributions to Paleobiology 93:271-293. |            |
| Minihippus jicarillai            | Froehlich, 2002                                                                   | Froehlich, D. J. 2002. Quo vadis eohippus? The systematics and taxonomy of the early Eocene equids (Perissodactyla). Zoological Journal of the Linnean Society 134 (2): 141-256. |            |
| Mongoloscaptor zhegalloi         | Lopatin, 2002                                                                     | |            |
| Nanolestes drescherae            | T. Martin, 2002                                                                   | Martin, T. 2002. New stem-lineage representatives of Zatheria (Mammalia) from the late Jurassic of Portugal. Journal of Vertebrate Paleontology 22 (2): 332-348. |            |
| Nanolestes krusati               | T. Martin, 2002                                                                   | Martin, T. 2002. New stem-lineage representatives of Zatheria (Mammalia) from the late Jurassic of Portugal. Journal of Vertebrate Paleontology 22 (2): 332-348. |            |
| Ogmodontomys pipecreekensis      | Martin, Goodwin & Farlow, 2002                                                    | Martin, R.A., Goodwin, H.T. & Farlow, J.O. 2002. Late Neogene (Late Hemphillian) rodents from the Pipe Creek Sinkhole, Grant County, Indiana. Journal of Vertebrate Paleontology 22(1):137-151. |            |
| Palaeothentes smeti              | Flynn, Novacek, Dodson, Frassinetti, McKenna, Norell, Sears, Swisher & Wyss, 2002 | Flynn, J.J., Novacek, M.J., Dodson, H.E., Frassinetti, D., McKenna, M.C., Norell, M.A., Sears, K.E., Swisher III, C.C. & Wyss, A.R. 2002. A new fossil mammal assemblage from the southern Chilean Andes: implications for geology, geochronology, and tectonics. Journal of South American Earth Sciences 15(3):285-302.                                                                   |            |
| Paleotomus junior                | Scott, Fox & Youzwyshyn, 2002                                                     | Scott, C.S., Fox, R.C. & Youzwyshyn, G.P. 2002. New earliest Tiffanian (late Paleocene) mammals from Cochrane 2, southwestern Alberta, Canada. Acta Palaeontologica Polonica 47(4):691-704. |            |
| Pararyctes rutherfordi           | Scott, Fox & Youzwyshyn, 2002                                                     | Scott, C.S., Fox, R.C. & Youzwyshyn, G.P. 2002. New earliest Tiffanian (late Paleocene) mammals from Cochrane 2, southwestern Alberta, Canada. Acta Palaeontologica Polonica 47(4):691-704. |            |
| Perameles sobbei                 | Price, 2002                                                                       | Price, G.J. 2002. Perameles sobbei sp. nov. (Marsupialia, Peramelidae), a Pleistocene bandicoot from the Darling Downs, south-eastern Queensland. Memoirs of the Queensland Museum, 48(1)193-197, 2002. |            |
| Peridyromys lavocati             | Peláez-Campomanes & Daams, 2002                                                   | Peláez-Campomanes, P. & Daams, R. 2002. Middle Miocene rodents from Paşalar, Anatolia, Turkey. Acta Palaeontologica Polonica 47 (1): 125–132. |            |
| Perimys intermedius              | Kramarz, 2002                                                                     | Kramarz, A.G. 2002. Roedores chinchilloideos (Hystricognathi) de la Formación Pinturas, Mioceno temprano-medio de la provincia de Santa Cruz, Argentina. Rev. Mus. Argentino Cienc. Nat. (n.s.) 4(2):167-180. |            |
| Pliophenacomys koenigswaldi      | Martin & Goodwin & Farlow, 2002                                                   | Martin, R.A., Goodwin, H.T. & Farlow, J.O. 2002. Late Neogene (Late Hemphillian) rodents from the Pipe Creek Sinkhole, Grant County, Indiana. Journal of Vertebrate Paleontology 22(1):137-151. |            |
| Pondaungia savagei               | Gunnell, Ciochon, Gingerich & Holroyd, 2002                                       | Gunnell, G.F., Ciochon, R.L., Gingerich, P.D. & Holroyd, P.A. 2002. New assessment of Pondaungia and Amphipithecus (Primates) from the late middle Eocene of Myanmar, with a comment on Amphipithecidae. Contributions from the Museum of Paleontology, University of Michigan 30:337–372.                                                                                                  |            |
| Prepomatodelphis korneuburgensis | Barnes, 2002                                                                      | Barnes, L.G. 2002. An Early Miocene long-snouted marine platanistid dolphin (Mammalia, Cetacea, Odontoceti) from the Korneuburg Basin (Austria). Beiträge Paläontologie 27:407-418. |            |
| Protictis minor                  | Meehan & Wilson, 2002                                                             | Meehan, T.J. & Wilson, R.W. 2002. New viverravids from the Torrejonian (Middle Paleocene) of Kutz Canyon, New Mexico and the oldest skull of the order Carnivora. Journal of Paleontology 76(6):1091-1101. |            |
| Protictis simpsoni               | Meehan & Wilson, 2002                                                             | Meehan, T.J. & Wilson, R.W. 2002. New viverravids from the Torrejonian (Middle Paleocene) of Kutz Canyon, New Mexico and the oldest skull of the order Carnivora. Journal of Paleontology 76(6):1091-1101. |            |
| Pseudogelocus mongolicus         | Vislobokova & Daxner-Höck, 2002                                                   | Vislobokova, I. & Daxner-Höck, G. 2002. Oligocene-Early Miocene ruminants from the valley of Lakes (Central Mongolia). Annalen des Naturhistorischen Museums in Wien 103: 213-235. |            |
| Ptilodus gnomus                  | Scott, Fox & Youzwyshyn, 2002                                                     | Scott, C.S., Fox, R.C. & Youzwyshyn, G.P. 2002. New earliest Tiffanian (late Paleocene) mammals from Cochrane 2, southwestern Alberta, Canada. Acta Palaeontologica Polonica 47(4):691-704. |            |
| Sahelanthropus tchadensis        | Brunet et al., 2002                                                               | Brunet, M., Guy, F., Pilbeam, D., Mackaye, H.T., Likius, A., Ahounta, D., Beauvilain, A., Blondel, C., Bocherens, H., Boisserie, J.-R., De Bonis, L., Coppens, Y., Dejax, J., Denys, C., Duringer, P., Eisenmann, V., Fanone, G., Fronty, P., Geraads, D., Lehmann, T., Lihoreau, F. & Louchart, A. 2002. A new hominid from the Upper Miocene of Chad, Central Africa. Nature 418:145-151. |            |
| Simocetus rayi                   | Fordyce, 2002                                                                     | Fordyce, R.E. 2002. Simocetus rayi (Odontoceti, Simocetidae, new family); a bizarre new archaic Oligocene dolphin from the eastern North Pacific. Smithsonian Contributions to Paleobiology 93:185-222. |            |
| Sinapriculus linquensis          | Liu, Fortelius & Pickford, 2002                                                   | Liu L., Fortelius, M. & Pickford, M. 2002. New fossil Suidae from Shanwang, Shandong, China. Journal of Vertebrate Paleontology 22(1):152-163. |            |
| Sinoperadectes clandestinus      | Storch & Qiu, 2002                                                                | Storch, G. & Qiu, Z. 2002. First Neogene marsupial from China. Journal of Vertebrate Paleontology 22(1):179-181, March 2002. |            |
| Symmetrodontomys daamsi          | Martin, Goodwin & Farlow, 2002                                                    | Martin, R.A., Goodwin, H.T. & Farlow, J.O. 2002. Late Neogene (Late Hemphillian) rodents from the Pipe Creek Sinkhole, Grant County, Indiana. Journal of Vertebrate Paleontology 22(1):137-151. |            |
| Tachypteron franzeni             | Storch, Sigé & Habersetzer, 2002                                                  | Storch, G., Sigé, B. & Habersetzer, J. 2002. Tachypteron franzeni n.gen., n.sp., earliest emballonurid bat from the Middle Eocene of Messel (Mammalia, Chiroptera). Paläontologische Zeitschrift 76(2):189-199. |            |
| Tadarida rusingae                | Arroyo-Cabrales, Gregorin, Schlitter & Walker, 2002                               | Arroyo-Cabrales, J., Gregorin, R., Schlitter, D.A. & Walker, A. 2002. The oldest African molossid bat cranium (Chiroptera: Molossidae). Journal of Vertebrate Paleontology 22(2):380-387, June 2002. |            |
| Thalassocnus carolomartini       | McDonald & De Muizon, 2002                                                        | McDonald, H.G. & Muizon, C. de. 2002. The cranial anatomy of Thalassocnus (Xenarthra, Mammalia), a derived nothrothere from the Neogene of the Pisco Formation (Peru). Journal of Vertebrate Paleontology 22(2):349-365, June 2002. |            |
| Thalassocnus littoralis          | McDonald & De Muizon, 2002                                                        | McDonald, H.G. & Muizon, C. de. 2002. The cranial anatomy of Thalassocnus (Xenarthra, Mammalia), a derived nothrothere from the Neogene of the Pisco Formation (Peru). Journal of Vertebrate Paleontology 22(2):349-365, June 2002. |            |
| Vanbreenia trigonia              | Bianucci & Landini, 2002                                                          | Bianucci, G. & Landini, W. 2002. A new short-rostrum odontocete (Mammalia: Cetacea) from the middle Miocene of the eastern Netherlands. Beaufortia 52(11):187-196. |            |
| Wiedomys marplatensis            | Quintana, 2002                                                                    | Quintana, C.A. 2002. Roedores cricétidos del Sanandresense (Plioceno tardío) de la provincia de Buenos Aires. Mastozoología Neotropical 9(2):263-275. |            |
| Zygolophodon aegyptensis         | Sanders & Miller, 2002                                                            | Sanders, W.J. & Miller, E.R. 2002. New proboscideans from the early Miocene of Wadi Mogahara, Egypt. Journal of Vertebrate Paleontology 22(2):388-404. |            |

## Levende geslachten
| Naam          | Auteur                              | Referentie | Commentaar |
| ------------- | ----------------------------------- | --- | ---------- |
| Handleyomys   | Voss, Gómez-Laverde & Pacheco, 2002 | Voss, R.S., Gomez-Laverde, M. & Pacheco, V. 2002. A New Genus for Aepeomys fuscatus Allen, 1912, and Oryzomys intectus Thomas, 1921: Enigmatic Murid Rodents from Andean Cloud Forests. American Museum Novitates 3373:1-42, 21 June 2002. |            |
| Micromurexia  | Van Dyck, 2002                      | Van Dyck, S. 2002. Morphology-based revision of Murexia and Antechinus (Marsupialia: Dasyuridae). Memoirs of the Queensland Museum, 48(1):239-330.                                                                                         |            |
| Murexechinus  | Van Dyck, 2002                      | Van Dyck, S. 2002. Morphology-based revision of Murexia and Antechinus (Marsupialia: Dasyuridae). Memoirs of the Queensland Museum 48(1):239-330.                                                                                          |            |
| Paramurexia   | Van Dyck, 2002                      | Van Dyck, S. 2002. Morphology-based revision of Murexia and Antechinus (Marsupialia: Dasyuridae). Memoirs of the Queensland Museum, 48(1):239-330.                                                                                         |            |
| Phascomurexia | Van Dyck, 2002                      | Van Dyck, S. 2002. Morphology-based revision of Murexia and Antechinus (Marsupialia: Dasyuridae). Memoirs of the Queensland Museum, 48(1):239-330.                                                                                         |            |
| Sommeromys    | Musser & Durden, 2002               | Musser, G.G. & Durden, L.A. 2002. Sulawesi rodents: description of a new species of Murinae (Muridae, Rodentia) and its parasitic new species of sucking louse (Insecta, Anoplura). American Museum Novitates 3368:1-50, 17 May 2002.      |            |

## Levende soorten
| Naam                    | Auteur                                            | Referentie | Commentaar                               |
| ----------------------- | ------------------------------------------------- | --- | ---------------------------------------- |
| Abrocoma uspallata      | Braun & Mares, 2002                               | Braun, J.K. & Mares, M.A. 2002. Systematics of the Abrocoma cinerea species complex (Rodentia: Abrocomidae), with a description of a new species of Abrocoma. Journal of Mammalogy 83(1):1-19. |                                          |
| Bullimus gamay          | Rickart & Heaney & Tabaranza, 2002                | Rickart, E.A., Heaney, L.R. & Tabaranza, B.R., Jr. 2002. Review of Bullimus (Muridae: Murinae) and description of a new species from Camiguin Island, Philippines. Journal of Mammalogy 83(2):421-436, May 2002. |                                          |
| Callicebus bernhardi    | Van Roosmalen & Van Roosmalen & Mittermeier, 2002 | Roosmalen, M.G.M. van, Roosmalen, T. van & Mittermeier, R.A. 2002. A taxonomic review of the titi monkeys, genus Callicebus Thomas, 1903, with the description of two new species, Callicebus bernhardi and Callicebus stephennashi, from Brazilian Amazonia. Neotropical Primates 10(suppl.):1-52, June 2002.                            |                                          |
| Callicebus stephennashi | Van Roosmalen & Van Roosmalen & Mittermeier, 2002 | Roosmalen, M.G.M. van, Roosmalen, T. van & Mittermeier, R.A. 2002. A taxonomic review of the titi monkeys, genus Callicebus Thomas, 1903, with the description of two new species, Callicebus bernhardi and Callicebus stephennashi, from Brazilian Amazonia. Neotropical Primates 10(suppl.):1-52, June 2002.                            |                                          |
| Carollia sowelli        | Baker & Solari & Hoffmann, 2002                   | Baker, R.J., Solari, S. & Hoffmann, F.G. 2002. A new Central American species from the Carollia brevicauda complex. Occasional Papers, Museum of Texas Tech University 217:i+1-12, 21 October 2002. |                                          |
| Congosorex verheyeni    | Hutterer, Barrière & Colyn, 2002                  | Hutterer, R., Barriere, P. & Colyn, M. 2002. A new myosoricine shrew from the Congo Basin referable to the forgotten genus Congosorex (Mammalia: Soricidae). Bulletin de l'Institut Royal des Sciences Naturelles de Belgique, Biologie 71(Suppl.):7-16.                                                                                  |                                          |
| Cryptonanus ignitus     | Díaz & Flores & Barquez, 2002                     | Diaz, M.M., Flores, D.A. & Barquez, R.M. 2002. A New Species Of Gracile Mouse Opossum (Didelphimorphia: Didelphidae), From Argentina. Journal of Mammalogy 83(3):824-833, August 2002. |                                          |
| Cryptotis tamensis      | Woodman, 2002                                     | Woodman, N. 2002. A new species of small-eared shrew from Colombia and Venezuela (Mammalia: Soricomorpha: Soricidae: Genus Cryptotis). Proceedings of the Biological Society of Washington 115(2):249-272. |                                          |
| Dipodillus rupicola     | Granjon, Aniskin, Volobouev & Sicard, 2002        | Granjon L., Aniskin V. M., Volobouev V. & Sicard B. 2002. Sand-dwellers in rocky habitat: A new species of Gerbillus (Mammalia: Rodentia) from Mali. J. Zool. (Lond.) 256: 181-190. |                                          |
| Habromys delicatulus    | Carleton & Sánchez & Urbano Vidales, 2002         | Carleton, M. D., Sánchez, O. & Urbano Vidales, G. 2002. A new species of Habromys (Muridae: Neotominae) from México, with generic review of species definitions and remarks on diversity patterns among Mesoamerican small mammals restricted to humid montane forests. Proceedings of the Biological Society of Washington, 115:488-533. |                                          |
| Heteromys teleus        | Anderson & Jarrin-V, 2002                         | Anderson, R.P. & Jarrín-V., P. 2002. A New Species of Spiny Pocket Mouse (Heteromyidae: Heteromys) Endemic to Western Ecuador. American Museum Novitates 3382:1-26, 16 August 2002. |                                          |
| Juliomys rimofrons      | De Oliveira & Bonvicino, 2002                     | Oliveira, J. A. de & Bonvicino, C. R. 2002. A new species of sigmodontine rodent from the Atlantic forest of eastern Brazil. Acta Theriologica 47:307-322, September 2002. |                                          |
| Lophuromys dudui        | Verheyen & Hulselmans & Dierckx & Verheyen, 2002  | Verheyen, W.N., Hulselmans, J.L.J., Dierckx, T. & Verheyen, E. 2002. The Lophuromys flavopunctatus s.l. complex: a craniometric study, with the description and genetic characterization of two new species (Rodentia - Muridae - Africa). Bulletin de l'Institut Royal des Sciences Naturelles de Belgique: Biologie 72:141-182.         |                                          |
| Lophuromys verhageni    | Verheyen & Hulselsmans & Dierckx & Verheyen, 2002 | Verheyen, W.N., Hulselmans, J.L.J., Dierckx, T. & Verheyen, E. 2002. The Lophuromys flavopunctatus s.l. complex: a craniometric study, with the description and genetic characterization of two new species (Rodentia - Muridae - Africa). Bulletin de l'Institut Royal des Sciences Naturelles de Belgique: Biologie 72:141-182.         |                                          |
| Mesoplodon perrini      | Dalebaut, Mead, Baker, Baker & Van Helden, 2002   | Dalebaut, M.L., Mead, J.G., Baker, C.S., Baker, A.N. & Helden, A.L. van. 2002. A new species of beaked whale Mesoplodon perrini sp. n. (Cetacea: Ziphiidae) discovered through phylogenetic analyses of mitochondrial DNA sequences. Marine Mammal Science 18(3):577-608.                                                                 |                                          |
| Micronycteris matses    | Simmons & Voss & Fleck, 2002                      | Simmons, N.B., Voss, R.S. & Fleck, D.W. 2002. A new Amazonian species of Micronycteris (Chiroptera: Phyllostomidae) with notes on the roosting behavior of sympatric congeners. American Museum Novitates 3358:1-14, 26 March 2002. |                                          |
| Microtus anatolicus     | Krystufek & Kefelioğlu, 2002                      | Kryštufek, B. & Kefelioğlu, H. 2002. Redescription and species limits of Microtus irani Thomas, 1921, and description of a new social vole from Turkey (Mammalia: Arvicolidae). Bonner zoologische Beiträge 50(1-2):1-14. |                                          |
| Oryzomys maracajuensis  | Langguth & Bonvicino, 2002                        | Langguth, A. & Bonvicino, C.R. 2002. The Oryzomys subflavus species group, with description of two new species (Rodentia, Muridae, Sigmodontinae). Arquivos do Museu Nacional, Rio de Janeiro 60:285-294, October-December 2002. |                                          |
| Oryzomys scotti         | Langguth & Bonvicino, 2002                        | Langguth, A. & Bonvicino, C.R. 2002. The Oryzomys subflavus species group, with description of two new species (Rodentia, Muridae, Sigmodontinae). Arquivos do Museu Nacional, Rio de Janeiro 60:285-294, October-December 2002. |                                          |
| Oxymycterus josei       | Hoffmann & Lessa & Smith, 2002                    | Hoffmann, F.G., Lessa, E.P. & Smith, M.F. 2002. Systematics of Oxymycterus with description of a new species from Uruguay. Journal of Mammalogy 83(2)408-420, May 2002. |                                          |
| Phyllomys pattoni       | Emmons & Leite & Kock & Costa, 2002               | Emmons, L.H., Leite, Y.L.R., Kock, D. & Costa, L.P. 2002. A review of the named forms of Phyllomys (Rodentia: Echimyidae) with the description of a new species from coastal Brazil. American Museum Novitates 3380:1-40, 16 August 2002.                                                                                                 |                                          |
| Plecotus alpinus        | Kiefer & Veith, 2002                              | Kiefer, A. & Veith, M. 2001. A new species of long-eared bat from Europe (Chiroptera: Vespertilionidae). Myotis 39:5-16. | Een synoniem van Plecotus macrobullaris. |
| Plecotus microdontus    | Spitzenberger, 2002                               | Spitzenberger, F. in Spitzenberger, F., Haring, E. & Tvrtkovic, N. 2002. Plecotus microdontus (Mammalia, Vespertilionidae), a new bat species from Austria. Natura Croatica 11(1):1-18. | Een synoniem van Plecotus macrobullaris. |
| Plecotus sardus         | Mucedda, Kiefer, Pidinchedda & Veith, 2002        | Mucedda, M., Kiefer, A., Pidinchedda, E. & Veith, M. 2002. A new species of long-eared bat (Chiroptera, Vespertilionidae) from Sardinia (Italy). Acta Chiropterologica 4(2):121-135. |                                          |
| Pteralopex taki         | Parnaby, 2002                                     | Parnaby, H.E. 2002. A taxonomic review of the genus Pteralopex (Chiroptera: Pteropodidae), the monkey-faced bats of the south-western Pacific. Australian Mammalogy 23:145-162. |                                          |
| Pteropus banakrisi      | Richards & Hall, 2002                             | Richards, G.C. & Hall, L.S. 2002. A new flying-fox of the genus Pteropus (Chiroptera: Pteropodidae) from Torres Strait, Australia. Australian Zoologist 32:69-75. | Een synoniem van Pteropus alecto gouldi. |
| Rhinolophus sakejiensis | Cotterill, 2002                                   | Cotterill, F.P.D. 2002. A new species of horseshoe bat (Microchiroptera: Rhinolophidae) from south-central Africa: with comments on its affinities and evolution, and the characterization of rhinolophid species. Journal of Zoology (2002), 256:165-179.                                                                                |                                          |
| Rhinolophus ziama       | Fahr & Kock & Hutterer & Vierhaus, 2002           | Fahr, J., Vierhaus, H., Hutterer, R. & Kock, D. 2002. A revision of the Rhinolophus maclaudi species group with the description of a new species from West Africa (Chiroptera: Rhinolophidae). Myotis, 40:95-126, December 2002. |                                          |
| Sommeromys macrorhinos  | Musser & Durden, 2002                             | Musser, G.G. & Durden, L.A. 2002. Sulawesi rodents: description of a new species of Murinae (Muridae, Rodentia) and its parasitic new species of sucking louse (Insecta, Anoplura). American Museum Novitates 3368:1-50, 17 May 2002. |                                          |
| Thomasomys onkiro       | Luna & Pacheco, 2002                              | Luna, L. & Pacheco, V. 2002. A new species of Thomasomys (Muridae: Sigmodontinae) from the Andes of southeastern Peru. Journal of Mammalogy 83(3):834-842. |                                          |
| Trichosurus cunninghami | Lindenmayer, Dubach & Viggers, 2002               | Lindenmayer, D.B., Dubach, J. & Viggers, K.L. 2002. Geographic dimorphism in the mountain brushtail possum (Trichosurus caninus): the case for a new species. Australian Journal of Zoology 50(4):369-393. |                                          |
| Trinomys mirapitanga    | Lara, Patton & Hingst-Zaher, 2002                 | Lara, M.C., Patton, J.L., & Hingst-Zaher, E. 2002. Trinomys mirapitanga, a new species of spiny rat (Rodentia: Echimyidae) from the Brazilian Atlantic Forest. Mammalian Biology (Zeitschrift für Säugetierkunde) 67:233-242. |                                          |

## Levende ondersoorten
| Naam                                  | Auteur                                    | Referentie | Commentaar                           |
| ------------------------------------- | ----------------------------------------- | --- | ------------------------------------ |
| Apodemus uralensis cimrmani           | Vohralík, 2002                            | Vohralík, V. 2002. Distribution, skull morphometrics and systematic status of an isolated population of Apodemus microps (Mammalia: Rodentia) in NW Bohemia, Czech Republic. Acta Societatis Zoologicae Bohemicae 66:67-80.                 |                                      |
| Barbastella barbastellus guanchae     | Trujillo, Ibáñez & Juste, 2002            | Trujillo, D., Ibáñez, C. & Juste, J. 2002. A new subspecies of Barbastella barbastellus (Mammalia: Chiroptera: Vespertilionidae) from the Canary Islands. Revue Suisse de Zoologie 109:543-550.                                             |                                      |
| Cephalophus nigrifrons hypoxanthus    | Grubb & Groves, 2002                      | Grubb, P. & Groves, C.P. 2002. Revision and classification of the Cephalophinae. Pp. 703-728 in Wilson, V.J. 2002. Duikers and rainforests of Africa. Chipangali Wildlife Trust, Ascot, Bulawayo, Zimbabwe, 798 pp.                         |                                      |
| Cephalophus silvicultor curticeps     | Grubb & Groves, 2002                      | Grubb, P. & Groves, C.P. 2002. Revision and classification of the Cephalophinae. Pp. 703-728 in Wilson, V.J. 2002. Duikers and rainforests of Africa. Chipangali Wildlife Trust, Ascot, Bulawayo, Zimbabwe, 798 pp.                         |                                      |
| Cephalorhynchus hectori maui          | Baker, Smith & Pichler, 2002              | Baker, A.N., Smith, A.H. & Pichler, F.B. 2002. Geographical variation in Hector's dolphin: recognition of new subspecies of Cephalorhynchus hectori. Journal of the Royal Society of New Zealand 32(4):713–727.                             |                                      |
| Crocidura rapax lutaoensis            | Fang & Lee, 2002                          | Fang, Y.-P. & Lee, L.-L. 2002. Re-evaluation of the Taiwanese withe-toothed shrew, Crocidura tadae Tokuda and Kano, 1936 (Insectivora: Soricidae) from Taiwan and two offshore islands. Journal of Zoology, London 257:145-154.             |                                      |
| Microtus lydius ankaraensis           | Yiğit & Çolak, 2002                       | Yiğit, N. & Çolak, E. 2002. On the distribution and taxonomic status of Microtus guentheri (Danford and Alston, 1880) and Microtus lydius Blackler, 1916 (Mammalia: Rodentia) in Turkey. Turkish Journal of Zoology 26:197-204.             | Een synoniem van Microtus guentheri. |
| Microtus socialis aristovi            | Golenishchev, 2002                        | Golenishchev, F.N., Sablina, O.V., Borodin, P.M. & Gerasimov, S. 2002. Taxonomy of voles of the subgenus Sumeriomys Argyropulo, 1933 (Rodentia, Arvicolinae, Microtus). Russian Journal of Theriology 1(1):43-55.                           |                                      |
| Microtus socialis zaitsevi            | Golenishchev, 2002                        | Golenishchev, F.N., Sablina, O.V., Borodin, P.M. & Gerasimov, S. 2002. Taxonomy of voles of the subgenus Sumeriomys Argyropulo, 1933 (Rodentia, Arvicolinae, Microtus). Russian Journal of Theriology 1(1):43-55.                           |                                      |
| Miniopterus paululus graysonae        | Kitchener, 2002                           | Kitchener, D.J. in Kitchener, D.J. & Suyanto, A. 2002. Morphological variation in Miniopterus pusillus and M. australis (sensu Hill 1992) in southeastern Asia, New Guinea and Australia. Records of the Western Australian Museum 21:9-33. |                                      |
| Niviventer andersoni lushuiensis      | Wu & Wang, 2002                           | |                                      |
| Niviventer excelsior tengchongensis   | Deng & Wang, 2002                         | |                                      |
| Ozotoceros bezoarticus arerunguaensis | González, Alvarez-Valin & Maldonado, 2002 | González, S., Alvarez-Valin, F. & Maldonado, J.E. 2002. Morphometric differentiation of endangered pampas deer (Ozotoceros bezoarticus), with description of new subspecies from Uruguay. Journal of Mammalogy 83(4):1127-1140.             |                                      |
| Ozotoceros bezoarticus uruguayensis   | González, Alvarez-Valin & Maldonado, 2002 | González, S., Alvarez-Valin, F. & Maldonado, J.E. 2002. Morphometric differentiation of endangered pampas deer (Ozotoceros bezoarticus), with description of new subspecies from Uruguay. Journal of Mammalogy 83(4):1127-1140.             |                                      |